# バソン駅
バソン駅（ベトナム語：Ga Ba Son / Ga 巴遜?）はベトナム社会主義共和国ホーチミン市1区にて位置するホーチミン地下鉄の駅である。

## 路線
ホーチミン地下鉄
1号線

## 隣の駅
ホーチミン地下鉄
1号線
市民劇場駅 - バソン駅 - ヴァンタイン公園駅